# Zygophylax reflexa
Zygophylax reflexa is een hydroïdpoliep uit de familie Lafoeidae. De poliep komt uit het geslacht Zygophylax. Zygophylax reflexa werd in 1948 voor het eerst wetenschappelijk beschreven door Fraser. 